# Jauli Pokhari
Jauli Pokhari – gaun wikas samiti w zachodniej części Nepalu w strefie Rapti w dystrykcie Rolpa. Według nepalskiego spisu powszechnego z 2011 roku liczył on 933 gospodarstwa domowe i 4470 mieszkańców (2602 kobiety i 1868 mężczyzn).